# Rassemblement pour l'unité et la paix
Le Rassemblement pour l'unité et la paix (RUP) est un parti politique sénégalais.

## Histoire
Le parti obtient sa reconnaissance légale le 8 août 2000.
Lors des élections législatives de 2001, le RUP fait partie de la CAP 21, une coalition favorable à la majorité présidentielle.

## Orientation
Le parti est proche du Président Abdoulaye Wade.
Ses objectifs déclarés sont « de développer l'unité, la solidarité, le sens du partage et la paix pour en faire des leviers du développement économique, social et culturel du Sénégal ; d'entretenir des relations de franche collaboration et de coopération avec les institutions internationales et tous les peuples épris de paix, afin de faire du Sénégal un modèle dans le concert des nations modernes ; de combattre la famine, la pauvreté et la misère afin d'assurer la paix intérieure de chaque citoyen ».
Son électorat est majoritairement composé de femmes.

## Symboles
Ses couleurs sont le jaune et le vert.

## Organisation
Le siège du parti se trouve à Louga.
Son Secrétaire général est Amadou Moctar Ndiaye, Brigadier-chef des Gardiens de la paix en retraite.